# Felosa-malhada

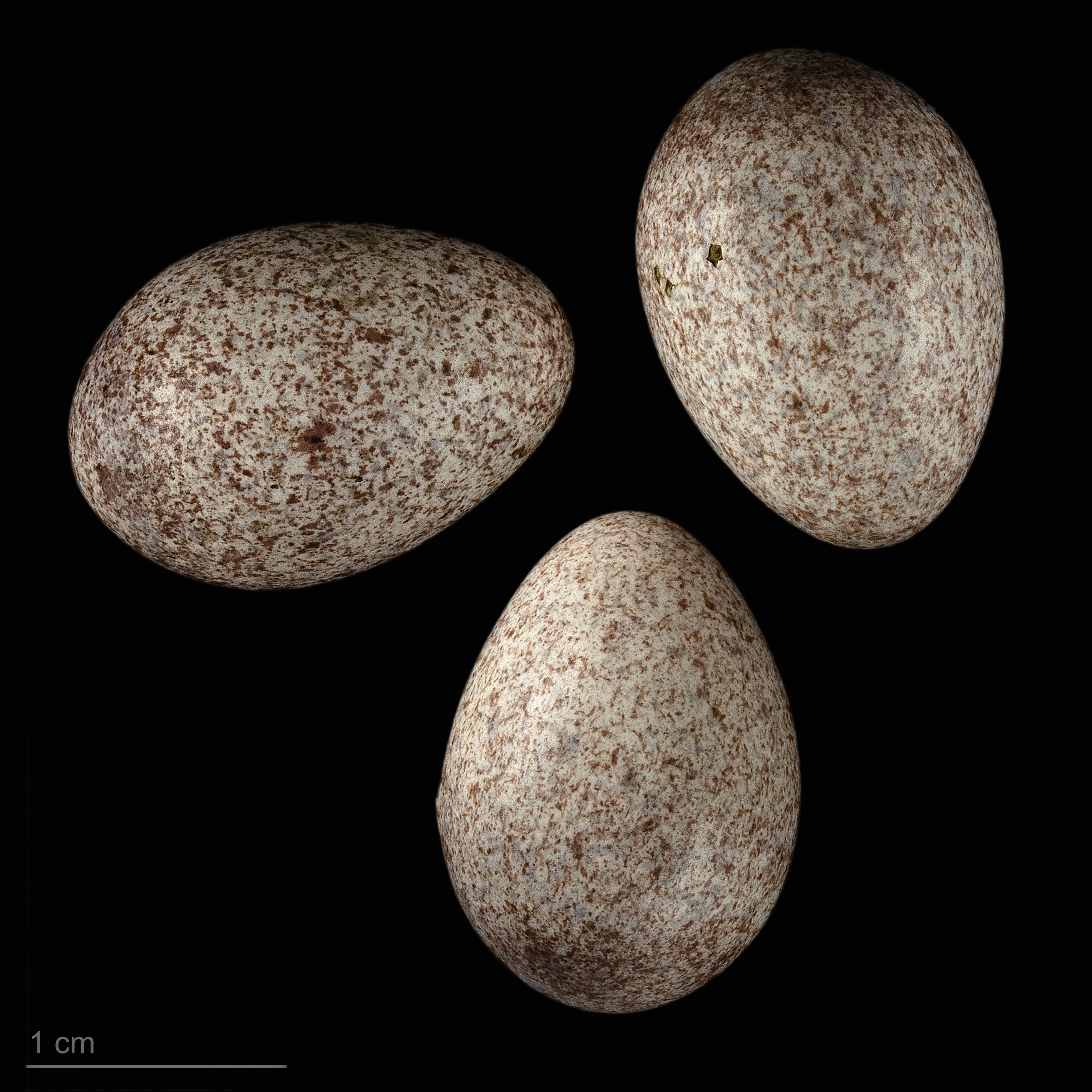
Locustella naevia - MHNT

A felosa-malhada (Locustella naevia) é uma ave passeriforme pertencente à família Locustellidae. Caracteriza-se pela plumagem esverdeada com riscas. Frequenta zonas com vegetação densa, em particular habitats palustres, como caniçais, tabuais e juncais.
Esta felosa nidifica no norte e no centro da Europa e inverna em África e no subcontinente indiano. Em Portugal ocorre unicamente durante as passagens migratórias primaveril e outonal.